# Martin Faust
Martin Faust (16 de enero de 1886 – 19 de julio de 1943) fue un actor teatral y cinematográfico de nacionalidad estadounidense, activo principalmente en la época del cine mudo. 
Nacido en Poughkeepsie, Nueva York, a lo largo de su trayectoria actuó en un total de 107 filmes, estrenados entre 1910 y 1944. Falleció en Los Ángeles, California, en 1943.

## Selección de su filmografía
- The Kiss of Hate (1916)
- The Child of Destiny (1916)
- The Dawn of Love (1916)
- Wife Number Two (1917)
- The Face in the Fog (1922)
- The Silent Command (1923)
- Yolanda (1924)
- High Speed (1932)
- Charlie Chan in Paris (1935)
- Saddlemates (1941)